# Fliura Uskowa
Fliura Uskowa, ros. Флюра Ускова (z domu Chasanowa, ros. Хасанова; ur. 31 grudnia 1964) – kazachska szachistka, arcymistrzyni od 1998, sędzia klasy międzynarodowej od 2001 roku.

## Kariera szachowa
W 1983 r. zdobyła w Meksyku tytuł mistrzyni świata juniorek do 20 lat. W latach 80. kilkukrotnie uczestniczyła w finałach indywidualnych mistrzostw Związku Radzieckiego. Dwukrotnie brała udział w turniejach międzystrefowych (eliminacji mistrzostw świata): w 1990 r. w Azowie zajęła X miejsce, natomiast w 1993 r. w Dżakarcie – XXXI miejsce. Pomiędzy 1992 a 2004 r. pięciokrotnie reprezentowała barwy Kazachstanu na szachowych olimpiadach, była również uczestniczką drużynowych mistrzostw Azji, zdobywając w 1995 r. w Singapurze brązowy medal. W 1994 r. zwyciężyła w kołowym międzynarodowym turnieju w Băile Herculane (wyprzedzając m.in. Szidónię Vajdę i Annę Zatonskih). W 2000 r. wystąpiła rozegranym w Nowym Delhi pucharowym turnieju o mistrzostwo świata, w I rundzie przegrywając ze Swietłaną Matwiejewą.
Najwyższy ranking w karierze osiągnęła 1 lipca 1997 r., z wynikiem 2350 punktów dzieliła wówczas 54-58. miejsce na światowej liście FIDE, jednocześnie zajmując 1. miejsce wśród kazachskich szachistek.